# Canaro
Canaro är en ort och kommun i provinsen Rovigo i regionen Veneto i Italien. Kommunen hade 2 700 invånare (2018).